# Monika Martałek
Monika Martałek Ptak (Częstochowa, 14 maggio 1990) è una pallavolista polacca.
Gioca nel ruolo di centrale nel Kalisz.

## Carriera

### Club
La carriera di Monika Martałek inizia a livello giovanile in un club della sua città natale, il Klub sportowy Częstochowianka. In seguito, tra il 2005 ed il 2009, fa parte della formazione federale dello SMS PZPS Sosnowiec. Debutta poi da professionista nella stagione 2009-10 con la maglia del PTPS di Piła in Liga Siatkówki Kobiet, restando legata al club per cinque stagioni.
Nella stagione 2013-14 viene ingaggiata dall'Impel di Breslavia, dove resta per quattro stagioni, per poi passare al Developres Rzeszów nell'annata 2017-18, al termine della quale si ferma per un anno per maternità.
Rientra in campo per la stagione 2019-20 accettando la proposta del Kalisz, sempre nel massimo campionato polacco.

### Nazionale
Nel 2012 fa il suo debutto nella nazionale polacca.